# Gerald Weilbuchner
Gerald Weilbuchner (* 20. November 1990 in Oberndorf bei Salzburg) war ein österreichischer Politiker der Österreichischen Volkspartei (ÖVP) und ist heute als Unternehmer tätig. Am 25. Jänner 2018 wurde er als Abgeordneter zum Oberösterreichischen Landtag angelobt. Am 31. Jänner 2019 legte er sein Mandat zurück, da er kurze Zeit davor alkoholisiert ein Auto gesteuert hatte. Das war der zweite Vorfall dieser Art, der in einer Abnahme der Lenkberechtigung resultierte.

## Politik
Gerald Weilbuchner ist seit 2009 Obmann der Jungen ÖVP in Burgkirchen, von 2010 bis 2013 war er Landesvorstandsmitglied der Jungen ÖVP Oberösterreich und von 2011 bis 2017 Bezirksobmann der Jungen ÖVP im Bezirk Braunau am Inn. Von 2013 bis 2018 war er Landesobfrau-Stellvertreter der Jungen ÖVP Oberösterreich und Mitglied der Landesparteikonferenz der Oberösterreichischen Volkspartei (OÖVP). Von 2015 bis 2017 war er Referent der Bundesleitung der Jungen ÖVP Österreich. Von 2015 bis 2019 gehörte er dem Gemeinderat in Burgkirchen an.
Am 25. Jänner 2018 wurde er in der XXVIII. Gesetzgebungsperiode als Abgeordneter zum Oberösterreichischen Landtag angelobt, wo er dem Finanzausschuss, dem Ausschuss für Wohnbau, Baurecht und Naturschutz sowie dem Ausschuss für Infrastruktur angehört. Er folgte damit Franz Weinberger nach, der sein Landtagsmandat zurücklegte.
Sein Landtagsmandat übernahm mit 31. Jänner 2019 Ferdinand Tiefnig.